# Touit sticopterus
La cotorrita alipinta  (Touit sticopterus), también denominada lorito de alas moteadas y periquito alipunteado, es una especie de ave paseriforme de la familia Psittacidae que vive en Sudamérica.

## Descripción
Mide entre 16 y 18 cm de longitud. La mayoría del plumaje es verde; la frente es de color amarillento opaco. La cara superior de las alas del macho son pardas oscuras pequeñas manchas blancas y en la periferia pequeños parches de color naranja. En la hembra las alas son de color verde oscuro con manchas negras y las mejillas presenta un amarillo más brillante. La cara inferior de las plumas de vuelo es  verde azulada; la es cola corta y cuadrada, por arriba vede, por debajo amarillo oliváceo. El pico es gris, amarillo cerca de la punta.

## Distribución y hábitat
Se encuentra en los bosques andinos de Colombia, Ecuador y Perú, entre los 500 y 2.300 m de altitud, pero más comúnmemente entre los 1.050 y 1.700 m.

## Alimentación
Se alimenta de frutos como los de Ficus y Clusia, así como diversas bayas y múerdago.